# 萨姆·马西
萨姆·巴兰（英語：Sam Ballan；1911年—1998年2月1日），笔名萨姆·马西（Sam Marcy），是第二次世界大战后美国的一位律师、作家、历史学家和马克思列宁主义活动家。他的政治思想被称为马西主义。

## 生平
他出生于俄罗斯帝国，父母都是犹太人。俄国内战期间，他的家人成为白军反犹屠杀的目标，但受到了共产主义势力的保护。后来，全家移民美国，定居于纽约布鲁克林。在那里，他成为美国共产党的一名积极分子。他曾在圣约翰大学学习法律，并为纽约的工会提供法律咨询。1940年代，他加入托洛茨基主义运动，在布法罗建立社会主义工人党分支。1959年，他参与创建工人世界党，并在去世前一直担任该党的主席。